# Cotahuasi
Cotahuasi (en quechua: Qutawasi, de qutu «montón» o «pila» y wasi «casa») es una ciudad peruana, capital del distrito homónimo y a la vez de la provincia de La Unión ubicada en el departamento de Arequipa. En el censo de 2005 se contaron 1529 hab.
Cotahuasi es la capital de la provincia de la Unión, la cual cuenta con 11 subprovincias incluyendo ésta.

## Clima
| Parámetros climáticos promedio de Cotahuasi | Parámetros climáticos promedio de Cotahuasi | Parámetros climáticos promedio de Cotahuasi | Parámetros climáticos promedio de Cotahuasi | Parámetros climáticos promedio de Cotahuasi | Parámetros climáticos promedio de Cotahuasi | Parámetros climáticos promedio de Cotahuasi | Parámetros climáticos promedio de Cotahuasi | Parámetros climáticos promedio de Cotahuasi | Parámetros climáticos promedio de Cotahuasi | Parámetros climáticos promedio de Cotahuasi | Parámetros climáticos promedio de Cotahuasi | Parámetros climáticos promedio de Cotahuasi | Parámetros climáticos promedio de Cotahuasi |
| Mes                                         | Ene.                                        | Feb.                                        | Mar.                                        | Abr.                                        | May.                                        | Jun.                                        | Jul.                                        | Ago.                                        | Sep.                                        | Oct.                                        | Nov.                                        | Dic.                                        | Anual                                       |
| ------------------------------------------- | ------------------------------------------- | ------------------------------------------- | ------------------------------------------- | ------------------------------------------- | ------------------------------------------- | ------------------------------------------- | ------------------------------------------- | ------------------------------------------- | ------------------------------------------- | ------------------------------------------- | ------------------------------------------- | ------------------------------------------- | ------------------------------------------- |
| Temp. máx. media (°C)                       | 21.9                                        | 21.9                                        | 21.7                                        | 22.1                                        | 21.8                                        | 21.1                                        | 20.9                                        | 21.6                                        | 22.2                                        | 23.7                                        | 23.3                                        | 22.3                                        | 22                                          |
| Temp. media (°C)                            | 14.6                                        | 14.8                                        | 14.6                                        | 14.2                                        | 13.2                                        | 12.2                                        | 11.7                                        | 12                                          | 13.2                                        | 14.4                                        | 14.3                                        | 14.4                                        | 13.6                                        |
| Temp. mín. media (°C)                       | 7.4                                         | 7.7                                         | 7.5                                         | 6.4                                         | 4.7                                         | 3.3                                         | 2.5                                         | 2.5                                         | 4.3                                         | 5.1                                         | 5.4                                         | 6.6                                         | 5.3                                         |
| Fuente: climate-data.org                    |                                             |                                             |                                             |                                             |                                             |                                             |                                             |                                             |                                             |                                             |                                             |                                             |                                             |

## Deportes
La ciudad de Cotahuasi cuenta con el "Estadio Miguel Grau de Cotahuasi" como cancha principal ubicada muy cerca a la entrada principal de la ciudad.
Es el único estadio de la Provincia de La Unión con capacidad para recibir una etapa departamental de la Copa Perú.